# Yarn Market
El Yarn Market en Dunster, Somerset (Reino Unido), fue construido a principios del siglo XVII. Ha sido designado edificio catalogado de Grado I y monumento planificado. Dunster fue un mercado importante en la Edad Media, particularmente después de la construcción del Castillo de Dunster y el establecimiento de la Iglesia Prioral de San Jorge.
La Market Cross probablemente fue construida en 1609 por la familia Luttrell, que eran los señores locales de la mansión para mantener la importancia del pueblo como mercado, especialmente para la lana y la tela. Todavía sufre los daños causados por los cañones de la Revolución inglesa. Cerca había una cruz más antigua conocida como la Butter Cross que posteriormente se trasladó a las afueras del pueblo. El Yarn Market es un edificio octogonal construido alrededor de un muelle central. El techo de tejas protege de la lluvia.

## Historia
El castillo de Dunster se encuentra en un sitio que ha sido fortificado desde finales del período anglosajón, lo que significa la importancia de la zona. Después de la conquista normanda de Inglaterra en el siglo XI, William de Moyon construyó un castillo de madera en el sitio como parte de la pacificación de Somerset.
Se construyó un torreón de piedra sobre la mota a principios del siglo XII, y el castillo sobrevivió a un asedio durante los primeros años de la Anarquía. A finales del siglo XIV, los de Mohuns vendieron el castillo a la familia Luttrell.
Dunster se había convertido en un centro de producción de lanas y prendas de vestir en el siglo XIII, y el mercado se remontaba al menos a 1222, y un tipo particular de Kersey o paño fino se conoció como 'Dunsters'. La prosperidad de Dunster se basó en el comercio de la lana, y las ganancias ayudaron a pagar la construcción de la torre de la iglesia prioral de San Jorge y proporcionaron otras comodidades. En el siglo XV, la importancia de la ciudad estaba disminuyendo, especialmente debido a la acumulación de sedimentos en el puerto. Los Luttrell querían mantener la importancia como mercado y en 1609 George Luttrell construyó el mercado para proteger a los comerciantes y sus mercancías de la lluvia y proporcionar más seguridad para sus mercancías. Se debate la fecha exacta de construcción y se dan una variedad de fechas en diferentes fuentes, sin embargo, 1609 se considera la más probable.
Una segunda cruz del mercado, conocida como la Cruz de Butter, que se construyó en el siglo XV solía estar cerca del Mercado de Hilados, pero se trasladó a las afueras del pueblo en los siglos XVIII o XIX. El Yarn Market está bajo la tutela de English Heritage, pero está gestionado por National Trust. En 1951, el Ministerio de Obras se hizo cargo de varias propiedades, incluido el Mercado de Hilados de Crown Estate. Llevaron a cabo trabajos de restauración, sin embargo, esto fue controvertido ya que la forma del techo se cambió para parecerse más a la apariencia del edificio original, en lugar de la producida por revisiones posteriores.

## Arquitectura

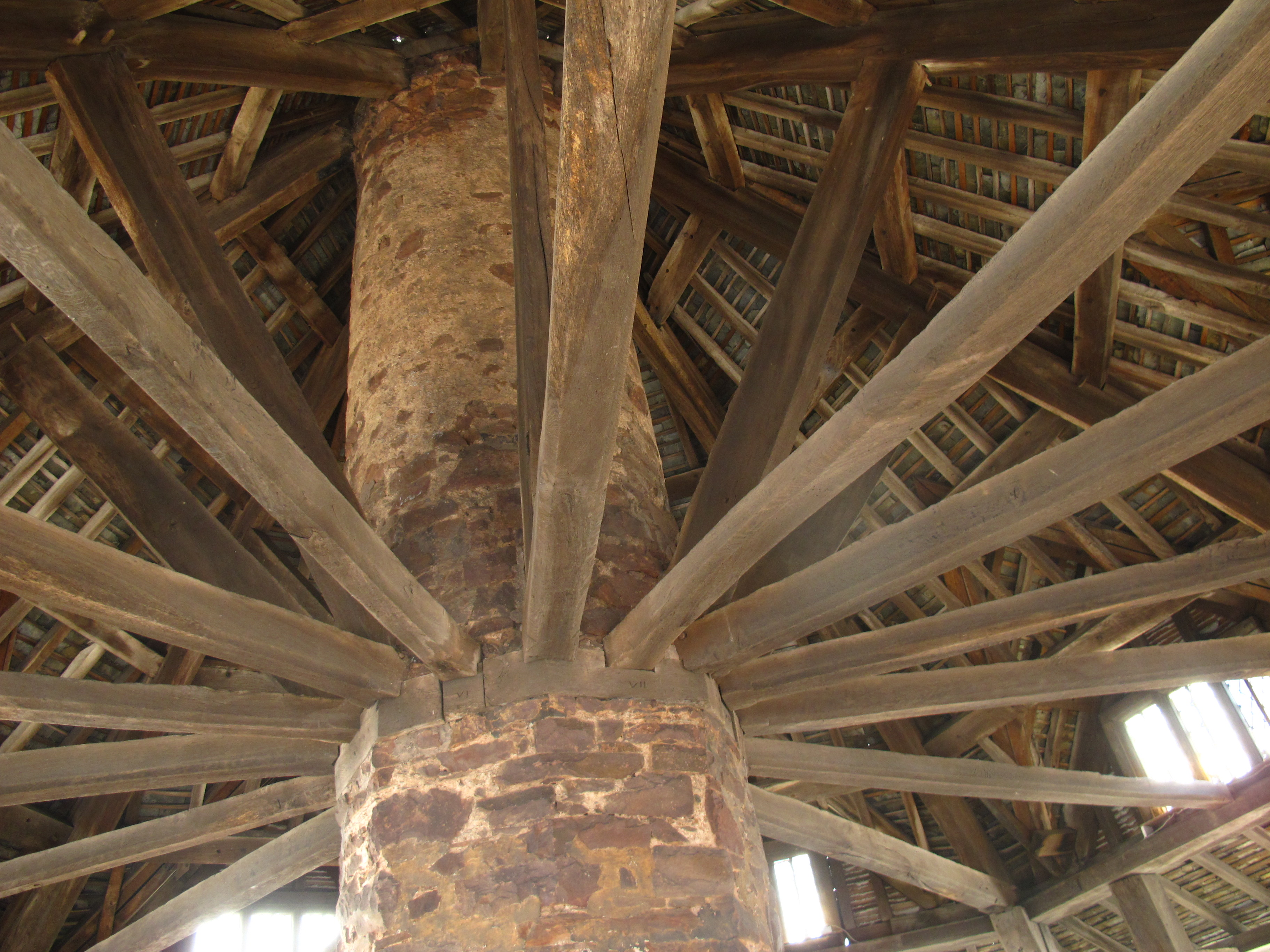
Vista de la estructura de soporte del techo.

El edificio octogonal, que tiene 9,4 m de diámetro, tiene una piedra central muelle que soporta un marco de madera de construcción para la estructura. El techo de pizarra tiene una linterna central de madera rematado por una veleta. El techo está interrumpido por una serie de buhardillas. Alrededor de la periferia hay un muro bajo y soportes verticales de madera. Algunos de los umbrales son de piedra y otros de madera.
Una de las vigas del techo tiene un agujero, resultado del fuego de cañón en la Revolución inglesa, cuando el Castillo de Dunster fue un bastión realista asediado durante cinco meses bajo el mando del coronel Wyndham. Después de los daños, fue restaurado en 1647 a su condición actual por Francis Luttrell.
El edificio fue la inspiración para la Casa de descanso, en Bournville Village Green en Birmingham, que se construyó en 1914 para conmemorar el aniversario de bodas de plata de los George Cadbury.